# Imperial (Denzel Curry)
| Recensione          | Giudizio |
| ------------------- | -------- |
| AllMusic            |          |
| HipHopDX            |          |
| Pretty Much Amazing | B+       |
| Sputnikmusic        |          |

Imperial è il secondo album in studio del rapper statunitense Denzel Curry, pubblicato il 9 marzo 2016 in download digitale gratuito ed in streaming sulla piattaforma SoundCloud, per poi essere ripubblicato su Spotify in una versione deluxe il 14 ottobre seguente. L'album presenta le collaborazioni di: Rick Ross, Joey Bada$$, Twelve'Len e Nell.

## Singoli
Knotty Head è stato pubblicato come primo singolo dell'album il 17 febbraio 2016 sull'account SoundCloud di Curry. Il singolo, a differenza del brano che nell'album presenta il featuring del rapper Rick Ross, presenta solo la parte di Curry. La produzione del brano è stata invece gestita da Ronny J e dai Finatik N Zac.

## Tracce
Crediti adattati dal booklet digitale dell'album. 

Testi di Denzel Curry, eccetto dove indicato.

### Edizione standard
1. ULT – 4:07 (musica: Ronny J, Nick Leon, Finatik N Zac)
2. Gook – 2:46 (musica: Ronny J, Finatik N Zac, Lino Martinez)
3. Sick & Tired – 4:02 (musica: Ronny J, Finatik N Zac)
4. Knotty Head (feat. Rick Ross) – 4:34 (testo: Curry, William Roberts II – musica: Finatik N Zac)
5. Narcotics – 3:31 (musica: Budd Dwyer, Lino Martinez)
6. Story: No Title – 2:49 (musica: Promnit, Lino Martinez)
7. Pure Enough – 3:48 (musica: Ronny J, Finatik N Zac)
8. Zenith (feat. Joey Bada$$) – 4:03 (testo: Curry, Jo-Vaughn Scott – musica: Freebase, Ronny J, Finatik N Zac)
9. This Life – 3:27 (musica: Ronny J, Finatik N Zac)
10. If Tomorrow's Not Here (feat. Twelve'Len) – 5:35 (testo: Curry, Lavares Joseph – musica: Steven Lacy)

### Riedizione
1. ULT – 4:07 (musica: Ronny J, Nick Leon, Finatik N Zac)
2. Gook – 2:46 (musica: Ronny J, Finatik N Zac, Lino Martinez)
3. Sick & Tired – 4:02 (musica: Ronny J, Finatik N Zac)
4. Knotty Head (feat. Rick Ross) – 4:34 (testo: Curry, William Roberts II – musica: Finatik N Zac)
5. Me Now – 4:39 (musica: DJ Dahi, BloodPop)
6. Story: No Title – 2:49 (musica: Promnit, Lino Martinez)
7. This Life – 3:27 (musica: Ronny J, Finatik N Zac)
8. Zenith (feat. Joey Bada$$) – 4:03 (testo: Curry, Jo-Vaughn Scott – musica: Freebase, Ronny J, Finatik N Zac)
9. Good Night (feat. Nell e Twelve'Len) – 3:56 (testo: Curry, LaVares Joseph – musica: Finatik N Zac)
10. If Tomorrow's Not Here (feat. Twelve'Len) – 5:35 (testo: Curry, LaVares Joseph – musica: Steven Lacy)

Note
- Pure Enough contiene parti vocali aggiuntive di Vares dei Twelve'Len.
- If Tomorrow's Not Here contiene parti vocali aggiuntive di Steve Lacy.

Campionature
- ULT contiene: un campione di "Sweet Nothin's", eseguita da Brenda Lee; un campione di "What You Will See (Heavenly Garden)", estratto dalla colonna sonora del videogioco Tekken Tag Tournament 2.
- Narcotics contiene: un campione di "Fuck tha Police", eseguita dagli N.W.A; un estratto del documentario The Murder of Fred Hampton; un estratto di un'intervista del 1964 di Malcolm X; un estratto di un'intervista di Tupac Shakur.
- Story: No Title contiene un campione di "Crash Goes Love (Yell Apella)", eseguita da Loleatta Holloway.